# روبرت إس. بين
روبرت إس. بين (بالإنجليزية: Robert S. Bean)‏ هو قاضي ومحامي أمريكي، ولد في 28 نوفمبر 1854 في مقاطعة يامهيل في الولايات المتحدة، وتوفي في 7 يناير 1931 في بورتلاند في الولايات المتحدة.